# Kanal 5 (Macédoine du Nord)
Pour les articles homonymes, voir Kanal 5.
 (juin 2025).
Si vous disposez d'ouvrages ou d'articles de référence ou si vous connaissez des sites web de qualité traitant du thème abordé ici, merci de compléter l'article en donnant les références utiles à sa vérifiabilité et en les liant à la section « Notes et références ».
Kanal 5 (en macédonien Канал 5) est une chaîne de télévision de la Macédoine du Nord. Kanal 5 est une chaîne plutôt commerciale, mais elle offre aussi des transmissions d'événements sportifs, des informations, des séries et des films. 

## Histoire
Lancée en 1998, la chaîne est privée et opère au niveau national depuis ses bureaux de Skopje. Elle possède aussi des équipes locales dans d'autres villes macédoniennes. Elle possède depuis 2010 une version en haute définition, accessible avec la T-Mobile Box.